# Вінченцо Буономо
Вінченцо Буономо (італ. Vincenzo Buonomo; нар. 17 квітня 1961, Гаета) — італійський правник, доктор обох прав, професор Папського Латеранського університету; ректор Латеранського університету у 2018—2023 роках.

## Життєпис
Народився 17 квітня 1961 року в містечку Гаета. Навчався в Папському Латеранському університеті, де в 1983 році здобув докторат з обох прав (цивільного і церковного). У 1984 році розпочав викладацьку діяльність на факультеті цивільного права Латеранського університету. У 2001 році іменований звичайним професором цивільного права цього навчального закладу. Починаючи з 1983 року співпрацював з Апостольським Престолом у різних установах ООН. З 2014 року виконує функцію радника при Комісії з питань діалогу з мусульманами у Папській раді міжрелігійного діалогу.
Одружений, має двох дітей.

### Ректор Папського Латеранського університету
2 червня 2018 року папа Франциск призначив професора Вінченцо Буономо ректором Папського Латеранського університету. Таким чином, професор Буономо призначений першим за 245-річну історію цього університету ректором-мирянином. До нього на цій посаді був архієпископ Енріко даль Коволо, S.D.B.
Офіційно до виконання ректорських обов'язків професор Вінченцо Буономо приступив 1 липня 2018 року. 1 серпня 2023 року закінчився термін перебування його на посаді ректора університету.

## Нагороди
- Командорський хрест із зіркою ордена Святого Григорія Великого (Ватикан, 27 червня 2018)[4]
- Вінченцо Буономо є кавалером Великого хреста Єрусалимського Ордена Святого Гробу Господнього і членом Великого Магістеріуму ордену[5]